# تيغران أفينيان
تيغران أفينيان (من مواليد 28 فبراير 1989) سياسي أرمني، نائب رئيس وزراء أرمينيا وعضو سابق في مجلس مدينة يريفان من قائمة تحالف مخرج الطريق. وهو عضو مؤسس في حزب العقد المدني. في مايو 2018 تم تعيينه نائبًا لرئيس الوزراء في ظل إدارة نيكول باشينيان الجديدة.